# Несольоний Михайло Михайлович
Миха́йло Миха́йлович Несольо́ний (нар. 8 червня 1988, с. Сніжків, Валківський район Харківська область, УРСР, СРСР — пом. 24 лютого 2022, неподалік Глухова, Шосткинський район, Сумська область) — український військовий, молодший сержант, що трагічно загинув під час російського вторгнення в Україну в лютому 2022 року, Герой України з удостоєнням ордена «Золота Зірка», учасник російсько-української війни.

## Життєпис
Михайло Несольоний народився 8 червня 1988 року в селі Сніжків у Валківському районі на Харківщині.
Проходив військову службу у Збройних Силах України з 2015 року, був водієм санітарного бронетранспортера МТ-ЛБ підрозділу 16 ОМПБ «Полтава» 58 ОМБр Збройних Сил України.
Загинув 24 лютого 2022 року в перший день російського вторгнення в Україну, у ближньому бою із силами противника під час евакуації людей. Рано-вранці цього дня російські війська спробували прорвати кордон у районі Бачівська, але їх призупинили на трасі Кіпті — Бачівськ у районі села Годунівки поблизу м. Глухова, де зав'язалися бойові сутички.
Кілька воїнів було поранено, для їхньої евакуації викликали транспорт бригадного медпункту. На допомогу побратимам негайно прибув санітарний транспортер на базі МТ-ЛБ, маркований знаками Червоного Хреста, яким кермував водій молодший сержант Михайло Несольоний. Попри явну небезпеку наступу ворога, він, виявивши мужність та відвагу, й далі виконував бойове завдання з евакуації людей, але потрапив під прицільний обстріл рашистів, які чітко бачили в прицілах знак Червоного Хреста. Бронемашину підбили, побратими зуміли витягнули з неї поранених, але врятувати Михайла не встигли — він загинув смертю Героя, до останньої миті виконуючи свій обов'язок на бойовому посту.
Похований 7 квітня 2022 року в рідному селі Сніжкові на Харківщині.

## Нагороди
- 2 березня 2022 року — за особисту мужність і героїзм, виявлені у захисті державного суверенітету та територіальної цілісності України, вірність військовій присязі — присвоєно звання «Герой України» з удостоєнням ордена «Золота Зірка» (посмертно)[2].

## Родина
Залишилися дружина і троє дітей.